# Яново (Граєвський повіт)
Яново (пол. Janowo) — село в Польщі, у гміні Радзілув Граєвського повіту Підляського воєводства.
Населення — 35 осіб (2011).
У 1975-1998 роках село належало до Ломжинського воєводства.

## Демографія
Демографічна структура станом на 31 березня 2011 року:
|          | Загалом | Допрацездатний вік | Працездатний вік | Постпрацездатний вік |
| -------- | ------- | ------------------ | ---------------- | -------------------- |
| Чоловіки | 19      | 5                  | 12               | 2                    |
| Жінки    | 16      | 3                  | 9                | 4                    |
| Разом    | 35      | 8                  | 21               | 6                    |